# Station Maastricht Boschpoort
Station Maastricht Boschpoort is de naam van twee voormalige spoorwegstations in de Nederlandse stad Maastricht. Het eerste lag direct aan de spoorlijn Hasselt - Maastricht en deed slechts vijf jaar dienst als personenstation (1856-61). Het tweede lag aan een zijspoor van deze lijn en deed van 1903-54 dienst als goederenstation.

## Geschiedenis

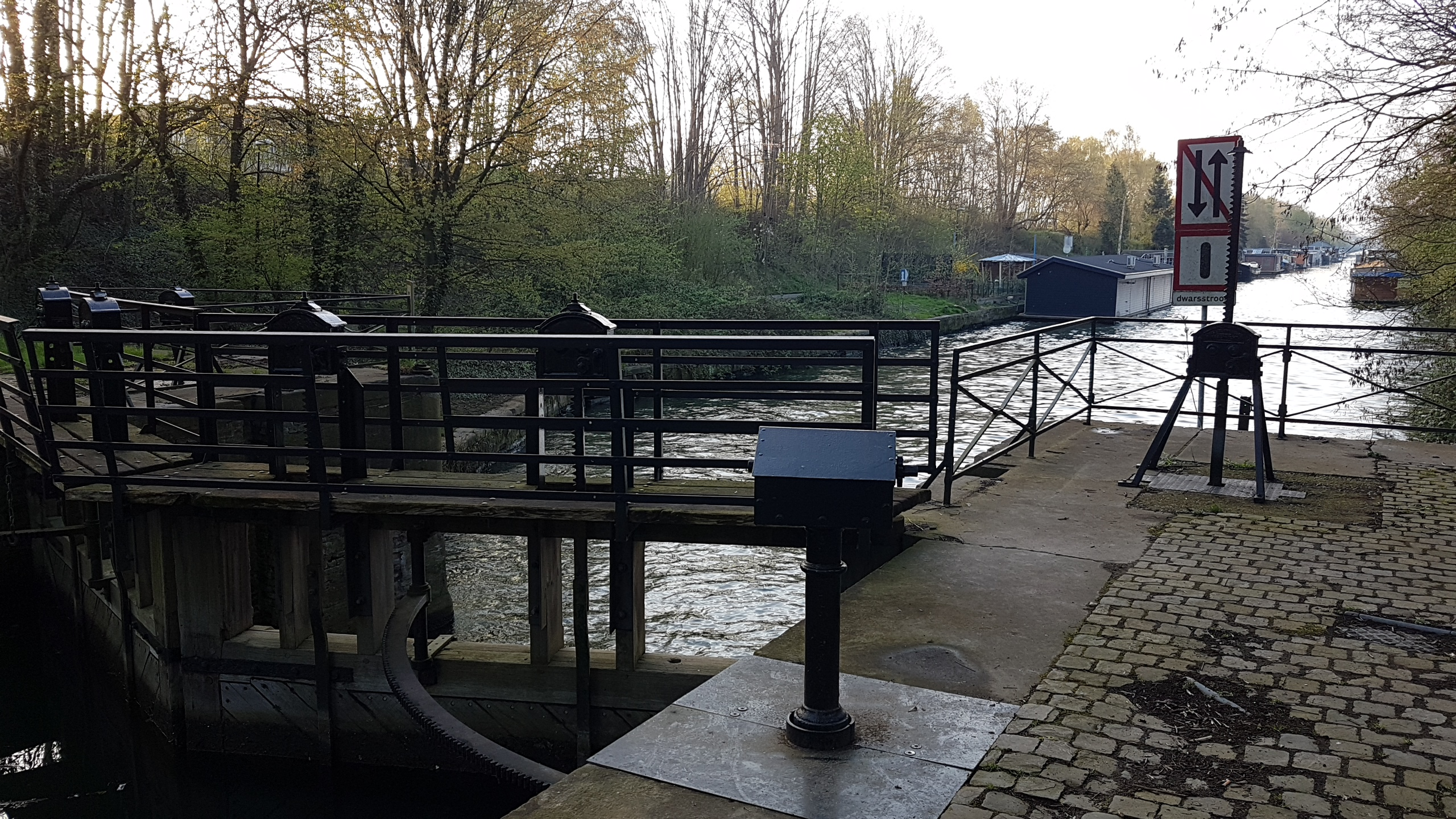
Sluis 19 in de Zuid-Willemsvaart. Links de locatie van het eerste station Boschpoort

### Eerste station Boschpoort
Het eerste station Boschpoort werd in 1856-57 gebouwd aan de spoorlijn naar Hasselt, ten noorden van de vestingwerken van Maastricht. De spoorlijn liep hier parallel met de Zuid-Willemsvaart. In het kanaal, dat ter plekke enigszins verbreed werd, kwamen extra ligplaatsen voor schepen en op de oever een goederenloods (te zien op de tekening hiernaast). Omdat het station binnen het schootsveld van de vesting lag, moest het bouwwerk zodanig gebouwd worden dat het in korte tijd afgebroken kon worden (stijl- en regelwerk). Dit was ook het geval bij het toenmalige station Maastricht en bij stations in andere vestingsteden. Gekozen werd voor de in die tijd populaire chaletstijl. Ook de goederenloods was in die stijl vormgegeven. Omdat het station tegen de spoordijk aan gebouwd was, had het aan de ene kant twee, aan de andere kant drie verdiepingen.
Het station werd geopend op 1 oktober 1856. Het werd genoemd naar de vlakbij gelegen Boschpoort, de middeleeuwse stadspoort die enkele jaren later gesloopt zou worden. De spoorlijn werd geëxploiteerd door de Aken-Maastrichtsche Spoorweg-Maatschappij, die ook het station liet bouwen. Deze maatschappij raakte al spoedig in financiële moeilijkheden en in oktober 1861 werd de dienstregeling "tijdelijk" gestaakt. Er maakten toen gemiddeld slechts 28 reizigers per dag gebruik van het station. Het station werd niet meer heropend. Het is niet bekend wanneer het station gesloopt is, in elk geval niet vóór 1880. Van het station zelf is niets meer over. In de directe omgeving zijn een sluis met ophaalbrug uit 1829 (het rijksmonument Sluis 19) en een spoortunneltje uit 1853 bewaard gebleven.

### Tweede station Boschpoort
In 1903 werd op kosten van de gemeente Maastricht een goederenstation geopend dat eveneens de naam Boschpoort droeg. Het station lag enkele honderden meters zuidelijk van het eerste station, vlak bij de Cabergerweg. Daar was in 1885 een industriehaven ingericht in een gracht van de Nieuwe Bossche Fronten, de Havenkom. Het functioneel vormgegeven station met douanekantoor en loodsen werd onder andere gebruikt door de vlakbij gelegen keramiekfabriek De Sphinx. De exploitatie van werd in 1913 door de Maatschappij tot Exploitatie van Staatsspoorwegen overgedragen aan de firma Van Gend & Loos. Het station werd op 4 april 1954 gesloten en een jaar later gesloopt. Het Van Gend & Looscomplex werd in 1997 door brand verwoest. De gemeente richtte hier omstreeks 2000 een semi-permanent parkeerterrein in. In het gebied zijn nog restanten van spoorlijnen, een houten stootblok, twee betonnen laadperrons en een spoorbrug te zien. Het spoorwegemplacement is een gemeentelijk monument.

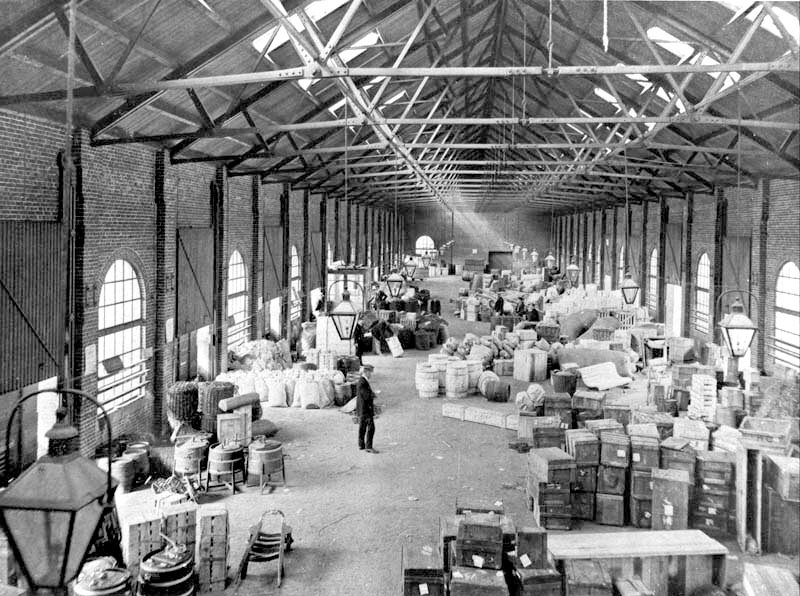
Opslagloods Van Gend & Loos, 1913
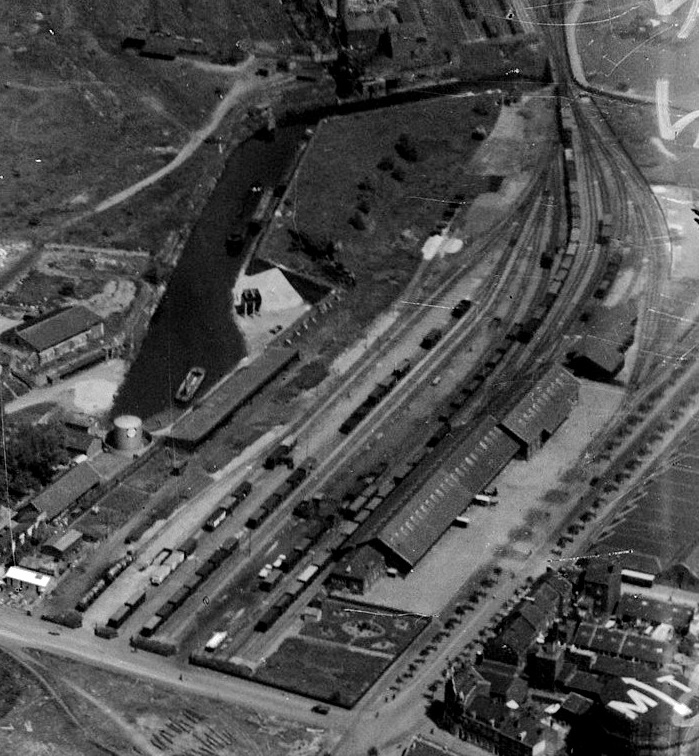
Havenkom en station Boschpoort, 1934
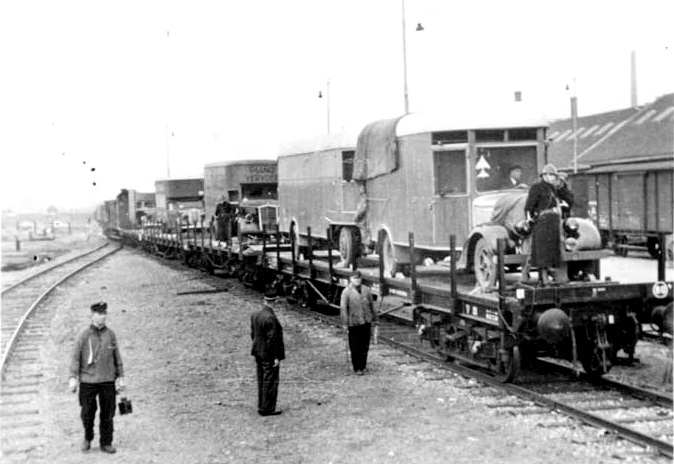
Transport van nationaal kunstbezit, 1942
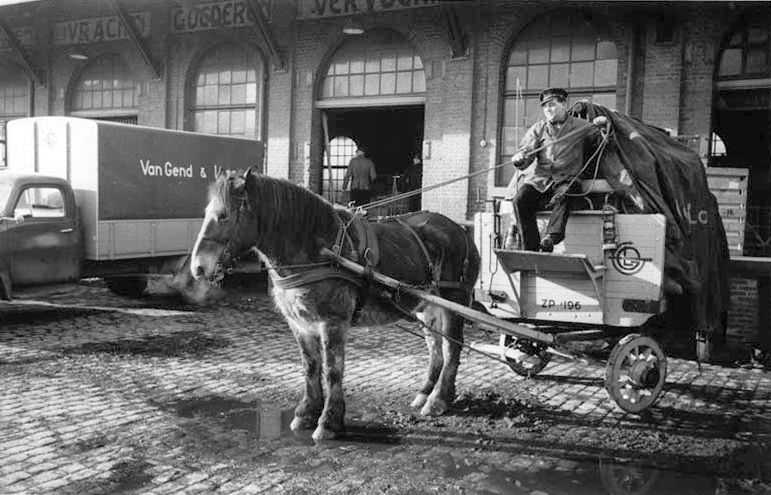
Goederenvervoer met paard en wagen, 1957

2,1: Munsterbilzen ·
6,1: Eigenbilzen ·
8,3: Gellik ·
10,6: Lanaken ·
38,1: Maastricht Boschpoort ·
36,0: Maastricht
Beek-Elsloo ·
Blerick · 
Bunde · 
Chevremont · 
Echt ·
Eijsden ·
Eygelshoven ·
-Markt · 
Geleen:
-Lutterade · 
-Oost · 
Heerlen ·
-Woonboulevard ·
Hoensbroek · 
Horst-Sevenum · 
Houthem-Sint Gerlach · 
Kerkrade Centrum ·
Klimmen-Ransdaal · 
Landgraaf · 
Maastricht ·
-Noord · 
-Randwyck · 
Meerssen ·
Mook-Molenhoek ·
Nuth · 
Reuver · 
Roermond ·
Schin op Geul · 
Schinnen · 
Sittard · 
Spaubeek · 
Susteren · 
Swalmen · 
Tegelen · 
Valkenburg · 
Venlo · 
Venray ·
Voerendaal · 
Weert
Voormalige stations: zie de lijst van voormalige spoorwegstations in Limburg (Nederland)